# Jenny O'Hara
Jenny O'Hara (Sonora, 24 de febrero de 1942) es una actriz estadounidense de cine, teatro y televisión con una extensa participación en la televisión de ese país. También registró numerosas participaciones en el cine estadounidense, principalmente en papeles secundarios o de reparto.

## Filmografía

### Cine
| Año  | Título                                   | Papel              | Notas        |
| ---- | ---------------------------------------- | ------------------ | ------------ |
| 1980 | The Last Married Couple in America       | Mujer en la fiesta |              |
| 1980 | Heart Beat                               | Betty Bendix       |              |
| 1991 | Career Opportunities                     | Dotty Dodge        |              |
| 1994 | Angie                                    | Kathy              |              |
| 1997 | Wishmaster                               | Wendy Derleth      |              |
| 1999 | Love Happens                             | Gwen               |              |
| 2003 | Mystic River                             | Esther Harris      |              |
| 2003 | My Name is Yu Ming                       | Extra              | Cortometraje |
| 2003 | Matchstick Men                           | Sra. Schaffer      |              |
| 2004 | Mommy                                    | Madre              | Cortometraje |
| 2005 | Forty Shades of Blue                     | Celia              |              |
| 2006 | Right at Your Door                       | Madre de Lexi      |              |
| 2006 | Two Weeks                                | Julia              |              |
| 2007 | The Christmas Miracle of Jonathan Toomey | Sra. Hickey        |              |
| 2008 | The Closer                               | Patricia Simmons   |              |
| 2009 | Extract                                  | Secretaria de Joel |              |
| 2010 | How to Make Love to a Woman              |                    |              |
| 2010 | Devil                                    |                    |              |
| 2010 | Heavy Lifting                            | Alice              | Cortometraje |
| 2011 | Hit List                                 | Madre de Phil      |              |
| 2012 | As High as the Sky                       | Barbara            |              |
| 2012 | Sassy Pants                              | Abuela             |              |
| 2012 | The Sacred                               | Sra. Jenson        |              |
| 2014 | BFFs                                     | Suzie              |              |
| 2014 | In the Privacy of Your Own Home          | Peg                | Cortometraje |
| 2015 | Martha                                   | Martha             | Cortometraje |
| 2015 | A Kind of Magic                          | Bisabuela          |              |
| 2017 | Who Decides                              |                    | Cortometraje |
| 2018 | 30 Nights                                | Dorothy            |              |
| 2018 | Duck Butter                              | Nathalie           |              |
| 2018 | Poor Greg Downing                        | Patricia           |              |

### Televisión
| Año       | Título                                       | Papel                                                            | Notas        |
| --------- | -------------------------------------------- | ---------------------------------------------------------------- | ------------ |
| 1975      | The Wide World of Mystery                    | Shelley                                                          | 1 episodio   |
| 1975      | The Streets of San Francisco                 | Angela Atkinson                                                  | 1 episodio   |
| 1975      | The Rockford Files                           | Operadora                                                        | 1 episodio   |
| 1976      | Brink's: The Great Robbery                   | Maggie Hefner                                                    | Telefilme    |
| 1976      | The Return of the World's Greatest Detective | Joan Watson                                                      | Telefilme    |
| 1976      | Charlie's Angels                             | Bloody Mary Barrows                                              | 1 episodio   |
| 1976      | Police Story                                 | Joyce Triplett                                                   | 2 episodios  |
| 1976–1979 | Barnaby Jones                                | Dorothy Warner / Katherine Tyler / Angie Harding / Joanie Enders | 5 episodios  |
| 1977      | Westside Medical                             | Georgia                                                          | 1 episodio   |
| 1977      | Good Against Evil                            | Mujer                                                            | Telefilme    |
| 1977      | Kojak                                        | Ann Murray                                                       | 1 episodio   |
| 1977      | The Hunted Lady                              | Carol Arizzio                                                    | Telefilme    |
| 1977–1984 | Tales of the Unexpected                      | Mary Ann                                                         | 2 episodios  |
| 1978      | Black Beauty                                 | Ruth Manly                                                       | Miniserie    |
| 1978      | A Fire in the Sky                            | Ann Webster                                                      | Telefilme    |
| 1978–1979 | Barney Miller                                | Holly Scofield / Teresa Schnable                                 | 2 episodios  |
| 1978–1980 | Family                                       | Miss Chase / Miss Montebello                                     | 2 episodios  |
| 1979      | Highcliffe Manor                             | Rebecca                                                          | 6 episodios  |
| 1979      | David Cassidy: Man Undercover                | Vickie                                                           | 1 episodio   |
| 1979      | Starsky & Hutch                              | Marianne Owens                                                   | 1 episodio   |
| 1979      | Blind Ambition                               | Liz Garfield                                                     | Miniserie    |
| 1979      | The Facts of Life                            | Emily Mahoney                                                    | 4 episodios  |
| 1979      | Letters from Frank                           | Patty Miller                                                     | Telefilme    |
| 1979      | The Edge of Night                            | Lilac                                                            | 1 episodio   |
| 1979–1981 | CHiPs                                        | Lina Beck / Cora Gilford                                         | 2 episodios  |
| 1980      | Mrs. Columbo                                 |                                                                  | 1 episodio   |
| 1980      | The Women's Room                             | Sra. Martinelli                                                  | Telefilme    |
| 1980      | The Last Song                                | Deb Pierce                                                       | Telefilme    |
| 1980      | Blinded by the Light                         | Rose                                                             | Telefilme    |
| 1980–1981 | Secrets of Midland Heights                   | Lucy Dexter                                                      | 9 episodios  |
| 1981      | Simon & Simon                                | Ann McDaniels                                                    | 1 episodio   |
| 1981      | McClain's Law                                |                                                                  | 1 episodio   |
| 1982      | Bret Maverick                                | Samantha Dunne                                                   | 1 episodio   |
| 1982      | Quincy, M.E.                                 | Jane Snyder                                                      | 1 episodio   |
| 1983      | Another Woman's Child                        | Peggy                                                            | Telefilme    |
| 1983      | Remington Steele                             | Amy Fogelson / Agnes Fowley                                      | 1 episodio   |
| 1983      | The Mississippi                              | Miranda Adams                                                    | 1 episodio   |
| 1983      | For Love and Honor                           | Sra. Hagedorn                                                    | 1 episodio   |
| 1983–1984 | Trapper John, M.D.                           | Emily McCall / Christina Kulyn                                   | 2 episodios  |
| 1984      | St. Elsewhere                                | Sue Follett                                                      | 1 episodio   |
| 1984      | V: The Final Battle                          | Jenny                                                            | Miniserie    |
| 1985      | Our Family Honor                             | Jo                                                               | 1 episodio   |
| 1986      | Scarecrow and Mrs. King                      | Millicent McDonald                                               | 1 episodio   |
| 1986–1988 | My Sister Sam                                | Dixie Randazzo                                                   | 44 episodios |
| 1988      | The Secret Life of Kathy McCormick           | Lisa                                                             | Telefilme    |
| 1988      | Winnie                                       | Miriam                                                           | Telefilme    |
| 1988      | Murphy Brown                                 | Lisa                                                             | 1 episodio   |
| 1989      | Live-In                                      | Muriel Spiegelman                                                | 9 episodios  |
| 1990      | The Young Riders                             | Sally Tompkins / Shining Eyes                                    | 1 episodio   |
| 1990      | L.A. Law                                     | Dra. Sarah Evans                                                 | 1 episodio   |
| 1990      | Married People                               | Delia                                                            | 1 episodio   |
| 1991      | ABC Afterschool Special                      | Irene Harmon                                                     | 1 episodio   |
| 1991      | Empty Nest                                   | Sra. Kravitz                                                     | 1 episodio   |
| 1991–1992 | Beverly Hills, 90210                         | Pam Scanlon                                                      | 2 episodios  |
| 1993      | Law & Order                                  | Carol Janssen                                                    | 1 episodio   |
| 1993      | At Home with the Webbers                     | Sra. Nelson                                                      | Telefilme    |
| 1995      | A Mother's Prayer                            | Val                                                              | Telefilme    |
| 1995      | The Drew Carey Show                          | Juez White                                                       | 1 episodio   |
| 1996      | Terminal                                     | Margaret Desmond                                                 | Telefilme    |
| 1996      | A Case for Life                              |                                                                  | Telefilme    |
| 1996      | ER                                           | Rhonda Sterling                                                  | 2 episodios  |
| 1996      | An Unexpected Family                         | Harriet Rothman                                                  | Telefilme    |
| 1996–1997 | Dangerous Minds                              | Jean Warner                                                      | 4 episodios  |
| 1996–1997 | Life's Work                                  | Constance 'Connie' Minardi                                       | 6 episodios  |
| 1997      | Smart Guy                                    | Directora Whitfield                                              | 1 episodio   |
| 1998      | Costello                                     | Lottie Murphy                                                    | 5 episodios  |
| 1998      | Pumpkin Man                                  | Sra. Shadboldt                                                   | Telefilme    |
| 1998      | Michael Hayes                                | Phyllis Burdick                                                  | 1 episodio   |
| 1998      | Chicago Hope                                 | Dorothy Carlson                                                  | 1 episodio   |
| 1998      | An Unexpected Life                           | Harriet Rothman                                                  | Telefilme    |
| 1998      | The Color of Courage                         | Dorothy Renfrew                                                  | Telefilme    |
| 1999      | Party of Five                                | Sylvia Wringler                                                  | 2 episodios  |
| 1999      | The Practice                                 | Louise Morgan                                                    | 1 episodio   |
| 2000      | Norm                                         | Sra. Ford                                                        | 1 episodio   |
| 2000      | If These Walls Could Talk 2                  | Marge Carpenter                                                  | 1 episodio   |
| 2000      | The Truth About Jane                         | Beth                                                             | Telefilme    |
| 2000      | Roswell                                      | Ida Crawford                                                     | 2 episodios  |
| 2001      | Strong Medicine                              | Nancy                                                            | 1 episodio   |
| 2001      | NYPD Blue                                    | Sra. Follender                                                   | 1 episodio   |
| 2001–2007 | The King of Queens                           | Janet Heffernan                                                  | 15 episodios |
| 2002      | Philly                                       | Nora Temple                                                      | 1 episodio   |
| 2002      | The Court                                    | Eleanor                                                          | 1 episodio   |
| 2002      | Nancy Drew                                   | Hannah Green                                                     | Telefilme    |
| 2003      | Reba                                         | Grammy Hart                                                      | 1 episodio   |
| 2003      | Judging Amy                                  | Sra. Costin                                                      | 1 episodio   |
| 2004      | Nip/Tuck                                     | Rachel Rosenberg                                                 | 1 episodio   |
| 2005      | Inconceivable                                | Lucy                                                             | 1 episodio   |
| 2005      | Six Feet Under                               | Garland Duncan                                                   | 1 episodio   |
| 2005      | Twins                                        | Sra. Rowan                                                       | 1 episodio   |
| 2005      | CSI: Crime Scene Investigation               | Sandra Walkey                                                    | 1 episodio   |
| 2005      | Ghost Whisperer                              | Margaret Devine                                                  | 1 episodio   |
| 2005      | Grey's Anatomy                               | Madre de Nadia                                                   | 1 episodio   |
| 2006      | Boston Legal                                 | Kimberly Ohlund                                                  | 1 episodio   |
| 2006      | Cold Case                                    | Frances Campbell                                                 | 1 episodio   |
| 2006–2009 | Big Love                                     | Nita                                                             | 5 episodios  |
| 2007      | House                                        | Fran                                                             | 1 episodio   |
| 2008      | The Closer                                   | Karen Silva                                                      | 1 episodio   |
| 2008      | NCIS                                         | Alice Brodie                                                     | 1 episodio   |
| 2009      | Drop Dead Diva                               | Carla Shane                                                      | 1 episodio   |
| 2010      | Childrens Hospital                           | Georgene Lefkowits                                               | 1 episodio   |
| 2011–2014 | Franklin & Bash                              | Nanette                                                          | 3 episodios  |
| 2012      | Unfair and Imbalanced                        | Cleo                                                             | Telefilme    |
| 2012      | Rizzoli & Isles                              | Winifred Callahan                                                | 2 episodios  |
| 2013      | Emily Owens, M.D.                            | Julia                                                            | 1 episodio   |
| 2013–2015 | Newsreaders                                  | Sra. Van Cleef                                                   | 2 episodios  |
| 2014      | Meme Weavers                                 | Fern                                                             | Telefilme    |
| 2014      | Supernatural                                 | Julia Wilkinson                                                  | 1 episodio   |
| 2014–2017 | The Mindy Project                            | Dot                                                              | 17 episodios |
| 2015      | Mike & Molly                                 | Mickey                                                           | 1 episodio   |
| 2015      | The McCarthys                                | Elaine                                                           | 1 episodio   |
| 2015      | Hot in Cleveland                             | Helen                                                            | 1 episodio   |
| 2015–2017 | Transparent                                  | Bryna                                                            | 12 episodios |
| 2016      | Recovery Road                                |                                                                  | 1 episodio   |
| 2016      | Son of Zorn                                  | Roberta                                                          | 1 episodio   |
| 2017      | The Fosters                                  | Mujer en el hospital                                             | 1 episodio   |
| 2017      | American Housewife                           | Sra. Smith                                                       | 1 episodio   |
| 2017      | Chicago Fire                                 | Ellie                                                            | 1 episodio   |
| 2018      | The Resident                                 | Shirley Harris                                                   | 1 episodio   |
| 2018      | 9-1-1                                        | Nora                                                             | 1 episodio   |
| 2019      | Atypical                                     | Madre de Elsa                                                    | 2 episodios  |